# Gemaal A.F. Stroink

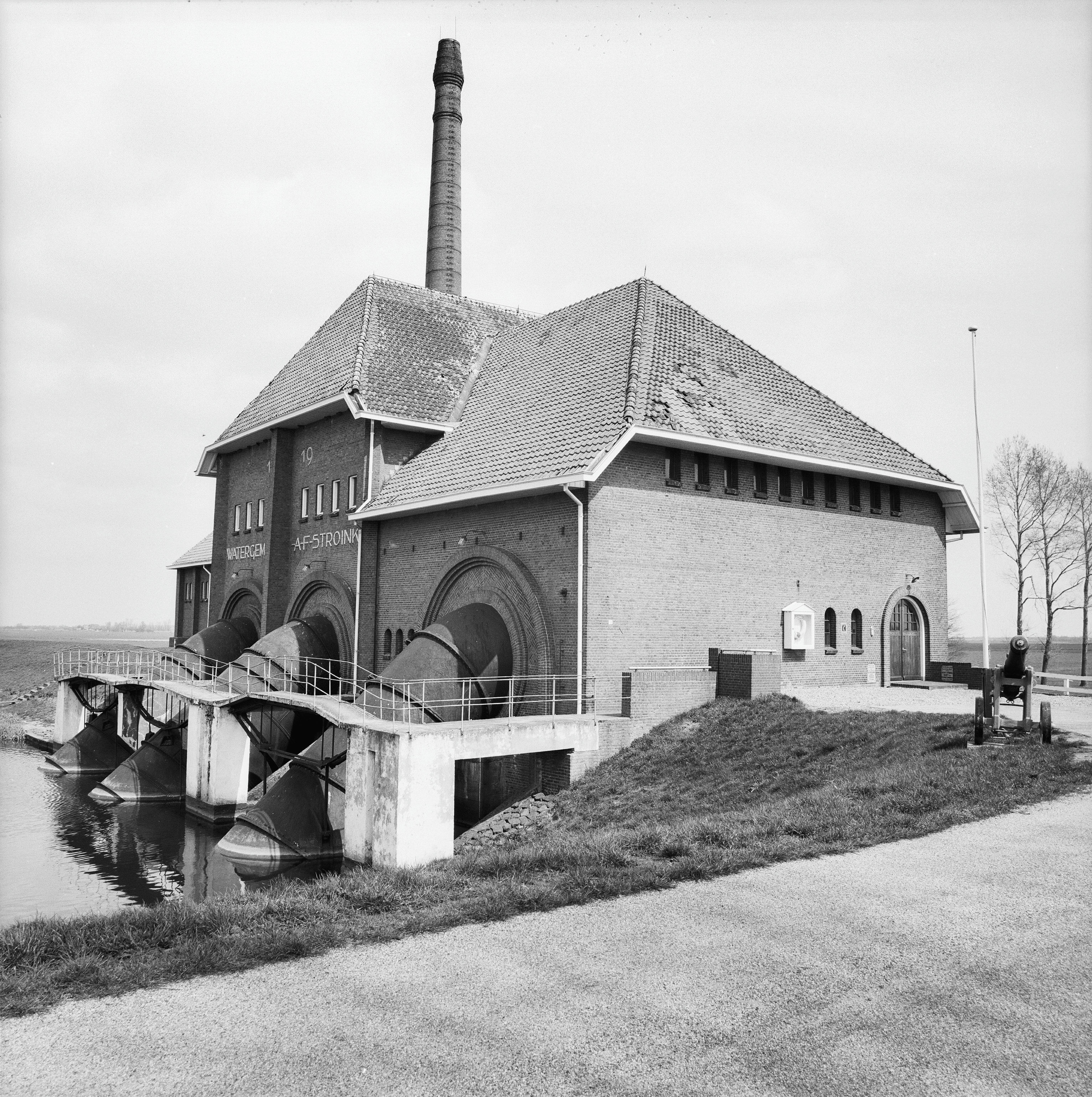
Foto uit 1978, voor de sloop van de schoorsteen

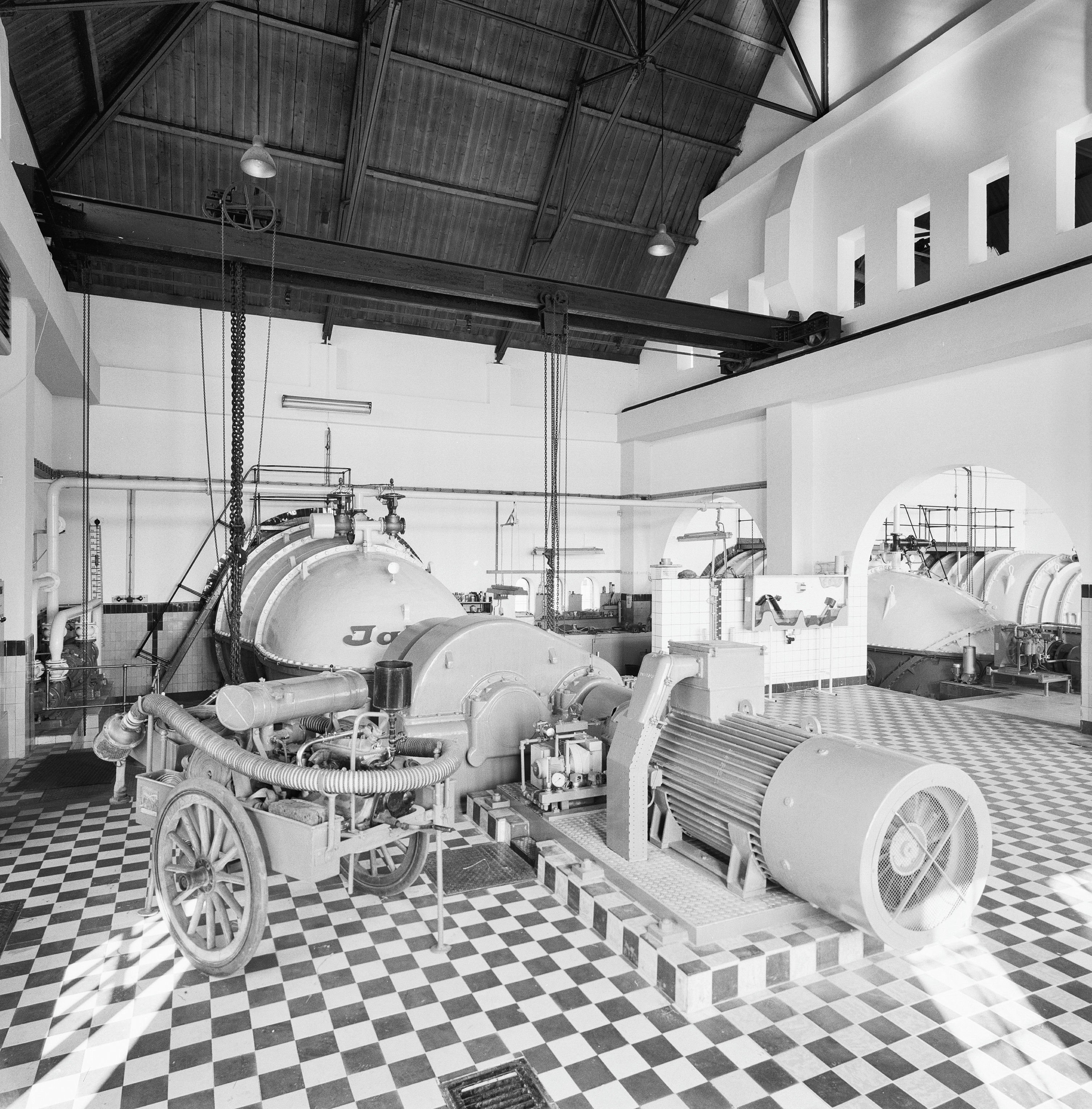
Interieur met de Jaffa pomp (1997)

Het Gemaal A.F. Stroïnk is een gemaal bij Vollenhove in Overijssel. Het regelt de waterstand van het noordwesten van deze provincie. Dit gebied heeft een totale oppervlakte van ruim 50.000 hectare.

## Aanleiding
Na de watersnoodramp van 1825 die dit deel van Overijssel trof, werden plannen gemaakt voor een verbetering van de afwatering. In 1860 kwam een eerste uitwateringssluis bij Blokzijl, gevolgd in 1893 door een tweede uitwateringssluis in de Ettenlandsche Kolk, waar nu het gemaal A.F. Stroïnk staat.
Omstreeks 1910 kwam men tot de conclusie dat meer nodig was. Na een onderzoek werd in 1918 begonnen met de bouw van het gemaal A.F. Stroïnk. In 1919 was de bouw zover gevorderd dat de eerste pomp in dienst werd genomen en de tweede volgde een jaar later. Op 9 juni 1920 was de officiële opening van het stoomgemaal.
Het stoomgemaal is vernoemd naar dijkgraaf A.F. Stroïnk (1876-1956), hij heeft zich actief ingezet voor de bemaling van het gebied.
Bij de bouw had het twee pompen en twee stoommachines. In 1928 is een derde pomp toegevoegd. Deze laatste pomp had als taak het water dat via het Meppelerdiep werd aangevoerd uit te slaan naar de Zuiderzee.
In 1996 is het gemaal aangepast zodat ook water het gebied kan worden ingelaten. Voor die tijd gebeurde dat via de Linthorst Homansluis in Ossenzijl, maar dit had een negatief effect op de waterkwaliteit. Bij het gemaal is een inlaatwerk gebouwd.

## Pompen
Bij de bouw zijn er twee horizontale schroefpompen geplaatst van de Nederlandse fabrikant Werkspoor elk met een capaciteit van 800 m³ per minuut. De derde pomp werd geleverd door Machinefabriek Jaffa, deze identieke pomp had een grotere capaciteit van 1000 m³ per minuut en kwam in 1929 in bedrijf.
De pompinstallatie bestaat drie horizontale schroefpompen. De opbrengst per pomp verschilt, voor pomp een en twee is dit 900 m³ per minuut bij 0,8 meter opvoerhoogte. De derde pomp heeft een grotere capaciteit van 1400 m³ per minuut. De totale capaciteit is 3200 m³ per minuut.

## Motoren
Initieel werden alle drie de pompen aangedreven met stoommachines.
In 1953 werd de grootste pomp losgekoppeld van het stoom en hiervoor kwam in de plaats een Stork-Hesselman zescilinder dieselmotor met een vermogen van 600 pk. In 1961 kregen beide kleinere pompen een zescilinder Kromhout dieselmotor van eveneens 600 pk. In 1980 is de schoorsteen bij het gemaal afgebroken.
In 1982 volgde de tweede grote vernieuwing. De grootste pomp werd geëlektrificeerd met een Heemaf UK 400 elektromotor met een vermogen van 450 kW. In 1991 zijn de Kromhout motoren vervangen door Mercedes Benz 12-cilinder dieselmotoren van 595 pk. Tussen 1996-2006 zijn alle pompen gereviseerd en zijn de aandrijvingen vervangen door twee nieuwe dieselmotoren van het Amerikaanse bedrijf Caterpillar van 820 pk voor de kleine pompen en kwam er een nieuwe WEG-elektromotor van 800 kW voor de grootste pomp.
Alle pompen en motoren zijn ondergebracht in een groot gebouw onder met pannen gedekte schilddaken. In 1997 is het gemaal rijksmonument geworden.